# پیاده‌نظام سنگین‌اسلحه

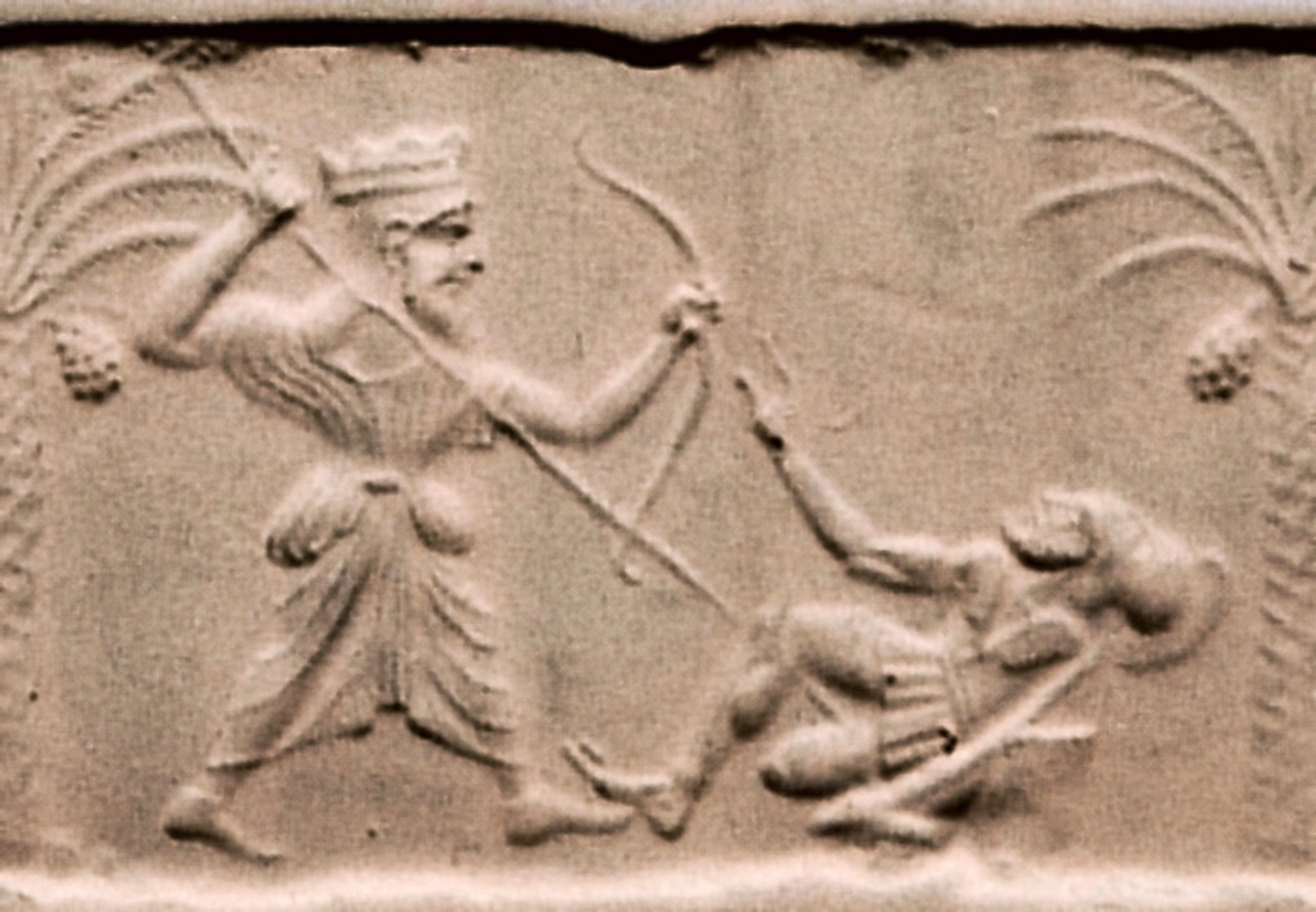
نقش روی مهر از کشته‌شدن یک هوپلیت یونانی به دست شاهی هخامنشی، شاید تمثیلی از خشایارشا که لئونیداس دوم را از پای درمی‌آورد.

پیاده‌نظام سنگین‌اسلحه، نیروی پیاده‌ای مجهز به زره و جنگ‌افزار بود که برای درگیری رودررو یا دفاع در مرکز میدان مورد استفاده قرار می‌گرفتند. تفاوت عمدهٔ آنان با پیاده‌نظام سبک‌اسلحه در این بود که دستهٔ دوم قابلیت جابجایی سریع‌تر داشته و در عملیاتی مانند شناسایی مورد استفاده قرار می‌گرفتند.
پیاده‌نظام سنگین‌اسلحه در ارتش‌های باستانی نقش مهمی داشتند. از مهمترین این نیروها می‌توان از هوپلیت‌ها در یونان باستان، گارد جاویدان در ایران، فالانژهای مقدونی و لژیونر‌های رومی نام برد. در غرب با فروپاشی روم پیاده‌نظام سنگین‌اسلحه هم رو به افول نهاد، ولی در قرون وسطای متأخر با ظهور درازنیزه‌داران سوئیسی و نبردپیشه‌های آلمانی، باز این نیرو درخشیدن گرفت. سرانجام در اوایل قرن هجدهم، پیاده‌نظام سنگین‌اسلحه جای خود را به پیاده‌نظام خطی داد، نیرویی که دیگر زره نداشتند، ولی در عوض مسلح به تفنگ فتیله‌ای و سرنیزه بودند.